# هاورد باروز
هاورد باروز (28 مارس 1928 - 25 مارس 2011) كان طبيبًا أمريكيًا ومعلمًا طبيًا وكان أستاذًا فخريًا في كلية الطب بجامعة جنوب إلينوي حيث شغل سابقًا منصب العميد المشارك للشؤون التعليمية ورئيس قسم التعليم الطبي. اشتهر باروز، الذي تدرب كطبيب أعصاب، بابتكاراته العديدة في التعليم الطبي، لا سيما التدريس باستخدام التعلم القائم على المشاكل (PBL)  الذي طوره عندما كان أستاذًا في كلية الطب بجامعة ماكماستر  حيث قام بتقييم المهارات السريرية باستخدام محاكاة المرضى ، ودراسة التفكير السريري باستخدام تقنيات الاستدعاء المحفزة. 

## سيرته الذاتية
ولد باروز في أوك بارك إلينوي في 28 مارس 1928. التحق بكلية المجتمع في سان ماتيو، كاليفورنيا واستمر في إكمال درجة البكالوريوس في علم الحيوان من جامعة كاليفورنيا، بيركلي في عام 1949. التحق بكلية الطب في كيك الطب بجامعة جنوب كاليفورنيا (USC) وأكمل درجة الدكتوراه في الطب في عام 1953. تدرب في مستشفى لينوكس هيل في مدينة نيويورك وخدم بعد ذلك لمدة عامين في قاعدة باركس الجوية في كاليفورنيا كمسؤول طبي. عاد باروز إلى مدينة نيويورك في عام 1957 لإكمال إقامته في طب الأعصاب في مركز كولومبيا المشيخي الطبي.
انضم باروز إلى هيئة التدريس في جامعة جنوب كاليفورنيا في عام 1960، وترقى إلى رتبة أستاذ طب الأعصاب. في عام 1971، انضم إلى كلية الطب في جامعة ماكماستر التي تأسست مؤخرًا في هاميلتون أونتاريو. كان في كماستر حيث طور منهج PBL. بعد عقد من الزمان، تم تجنيده للعمل كعميد مشارك للشؤون التعليمية في كلية الطب بجامعة جنوب إلينوي (SIU) في سبرينغفيلد، إلينوي. في SIU كان له دور فعال في إنشاء مسار PBL على غرار المنهج القائم على المشاكل في كماستر. تحت إشرافه، أصبحت SIU مركزًا لتطوير مواد تدريس PBL وتدريب أعضاء هيئة التدريس. لعب دورًا أساسيًا في إنشاء مجلة التعليم والتعلم في الطب وعمل كمحرر مشارك لسنوات عديدة. كما أنشأ معهد التعلم القائم على المشاكل بالاشتراك مع منطقة المدارس العامة المحلية لتعزيز استخدام PBL في التعليم الثانوي. بعد تقاعده في عام 1999، عاد باروز وزوجتهفيليس إلى هاميلتون، أونتاريو.
خلال حياته المهنية الطويلة والمثمرة، كان من المقرر أن يحصل باروز على عدد من الجوائز. كان أول من حصل على جائزة جون بي هوبارد من المجلس الوطني للفاحصين الطبيين (NBME) في عام 1984 وحصل لاحقًا على جائزة ابراهام فلكسنر من جمعية الكليات الطبية الأمريكية [AAMC]

## الابتكارات في التعليم الطبي
في وقت مبكر من حياته المهنية، أجرى باروز بحثًا أساسيًا حول عمليات التفكير السريري. عندما انضم إلى كلية الطب في ماكماستر،كان المنهج الجامعي في طور التصميم. جادل باروز بأنه يجب تنظيم تدريس الطب بطريقة تحاكي تفكير ممارس ماهر. بدلاً من تقديم المعلومات للطلاب بطريقة غير مكسورة وقائمة على الانضباط، اقترح باروز السماح للطلاب بإشراك معلومات جديدة في سياق حل المشكلات السريرية الحقيقية . أثناء استكشاف مشكلة ما، يحدد الطلاب في منهج PBL أوجه القصور في فهمهم وتحديد مواردهم الخاصة لتصحيح هذه المشكلات يُعتقد أن هذا يعزز مهارات التعلم مدى الحياة.
تقليديا، اعتمد تقييم تعلم الطلاب في التعليم الطبي بالكامل تقريبًا على الاختبارات الكتابية. ولكن يبدو أن هناك ممارسًا كفؤًا أكثر مما يمكن تقييمه باستخدام اختبار الورق والقلم الرصاص. فتح عمل باروز الرائد في تدريب الممثلين ليكونوا بمثابة محاكاة المرضى ، الباب أمام طريقة جديدة لتقييم المهارات السريرية. يمكن استخدام المرضى المحاكاة لاختبار مهارات الطلاب التفاعلية وحل المشكلات. تم الآن إدراج هذا النوع من التقييم«القائم على الأداء» في امتحانات الترخيص الوطنية لجميع طلاب الطب في الولايات المتحدة

## روابط أخرى
- تحية في سبرينغفيلد - مجلة ستيت
- التعليم والتعلم في الطب